# Cosmin Donciu
Cosmin Florin Donciu (ur. 9 września 2006 w Braszowie) – rumuński skoczek narciarski. Uczestnik igrzysk olimpijskich młodzieży (2024) oraz medalista mistrzostw kraju.
Bez większych sukcesów startował w konkursach Turnieju Czterech Skoczni dzieci oraz nieoficjalnych letnich mistrzostwach świata dzieci. We wrześniu 2019 w Râșnovie zdobył punkty Pucharu Karpat, plasując się na 26. pozycji. We wrześniu 2022 w Kranju zadebiutował w FIS Cupie, w pierwszym starcie zajmując ostatnią, 79. lokatę. W tym samym miesiącu w Râșnovie dwukrotnie stanął na najniższym stopniu podium zawodów FIS New Star Trophy w kategorii open.
W październiku 2023 zdobył pierwsze punkty FIS Cupu, zajmując 21. i 22. pozycję w nielicznie obsadzonych zawodach cyklu w Râșnovie. Wystartował na Zimowych Igrzyskach Olimpijskich Młodzieży 2024 w Pjongczangu, na których zajął 35. miejsce indywidualnie oraz ostatnią, 15. lokatę w konkursie drużyn mieszanych.
Donciu stawał na podium mistrzostw Rumunii w skokach narciarskich – w 2022 oraz 2023 zdobył brązowy medal w rywalizacji drużynowej.

## Igrzyska olimpijskie młodzieży

### Indywidualnie
| 2024 Gangwon/Pjongczang | – | 35. miejsce |

### Drużynowo
| 2024 Gangwon/Pjongczang | – | 15. miejsce (drużyna mieszana) |

### Starty C. Donciu na igrzyskach olimpijskich młodzieży – szczegółowo
| Miejsce | Dzień       | Rok  | Miejscowość | Skocznia              | Punkt K | HS     | Konkurs      | Skok 1 | Skok 2 | Nota                  | Strata    | Zwycięzca       |
| ------- | ----------- | ---- | ----------- | --------------------- | ------- | ------ | ------------ | ------ | ------ | --------------------- | --------- | --------------- |
| 35.     | 20 stycznia | 2024 | Pjongczang  | Alpensia Jumping Park | K-98    | HS-109 | indywid.     | 73,0 m | 78,5 m | 93,5 pkt              | 120,5 pkt | Ilja Miziernych |
| 15.     | 21 stycznia | 2024 | Pjongczang  | Alpensia Jumping Park | K-98    | HS-109 | druż. miesz. | 79,5 m | 81,5 m | 222,1 pkt (128,0 pkt) | 671,6 pkt | Słowenia        |

## FIS Cup

### Miejsca w klasyfikacji generalnej
| Sezon     | Miejsce |
| --------- | ------- |
| 2023/2024 | 109.    |

### Miejsca w poszczególnych konkursach FIS Cupu
stan po zakończeniu sezonu 2023/2024
| Sezon 2022/2023                                                               |                |                  |                  |                  |                  |             |             |                  |                  |               |               |               |               |               |               |               |               |                |                |        |        |        |        |        |        |        |        |        |        |        |        |        |        |        |        |        |        |        |
| Frenštát HS106                                                                | Frenštát HS106 | Szczyrk HS104    | Szczyrk HS104    | Einsiedeln HS117 | Einsiedeln HS117 | Kranj HS109 | Kranj HS109 | Villach HS98     | Villach HS98     | Notodden HS98 | Notodden HS98 | Szczyrk HS104 | Szczyrk HS104 | Villach HS98  | Villach HS98  | Oberhof HS100 | Oberhof HS100 | Zakopane HS140 | Zakopane HS140 | punkty | punkty | punkty | punkty | punkty | punkty | punkty | punkty | punkty | punkty | punkty | punkty | punkty | punkty | punkty | punkty | punkty | punkty | punkty |
| -                                                                             | -              | -                | -                | -                | -                | 79          | dq          | -                | -                | -             | -             | -             | -             | -             | -             | -             | -             | -              | -              | 0      | 0      | 0      | 0      | 0      | 0      | 0      | 0      | 0      | 0      | 0      | 0      | 0      | 0      | 0      | 0      | 0      | 0      | 0      |
| Sezon 2023/2024                                                               |                |                  |                  |                  |                  |             |             |                  |                  |               |               |               |               |               |               |               |               |                |                |        |        |        |        |        |        |        |        |        |        |        |        |        |        |        |        |        |        |        |
| Szczyrk HS104                                                                 | Szczyrk HS104  | Einsiedeln HS117 | Einsiedeln HS117 | Villach HS98     | Villach HS98     | Râșnov HS97 | Râșnov HS97 | Kandersteg HS106 | Kandersteg HS106 | Notodden HS98 | Notodden HS98 | Falun HS100   | Falun HS100   | Szczyrk HS104 | Szczyrk HS104 | Oberhof HS100 | Oberhof HS100 | Zakopane HS140 | Zakopane HS140 | punkty | punkty | punkty | punkty | punkty | punkty | punkty | punkty | punkty | punkty | punkty | punkty | punkty | punkty | punkty | punkty | punkty | punkty | punkty |
| -                                                                             | -              | -                | -                | -                | -                | 21          | 22          | -                | -                | -             | -             | -             | -             | -             | -             | -             | -             | -              | -              | 19     | 19     | 19     | 19     | 19     | 19     | 19     | 19     | 19     | 19     | 19     | 19     | 19     | 19     | 19     | 19     | 19     | 19     | 19     |
| Legenda                                                                       |                |                  |                  |                  |                  |             |             |                  |                  |               |               |               |               |               |               |               |               |                |                |        |        |        |        |        |        |        |        |        |        |        |        |        |        |        |        |        |        |        |
| 1 2 3 4-10 11-30 poniżej 30 dq – dyskwalifikacja - − zawodnik nie wystartował |                |                  |                  |                  |                  |             |             |                  |                  |               |               |               |               |               |               |               |               |                |                |        |        |        |        |        |        |        |        |        |        |        |        |        |        |        |        |        |        |        |